# Bălăceanu
Bălăceanu – wieś w Rumunii, w okręgu Buzău, w gminie Bălăceanu. W 2011 roku liczyła 1632 mieszkańców.